# Chemilico
El chemilico o diputado es un sándwich muy popular en la gastronomía chilena del cual se desconoce su origen.

## Origen
El nombre del chemilico es un misterio. “Che” suena a argentino, “milico” le dicen a los militares en forma coloquial, pero por sugerente que sea, la verdad es que se desconoce el origen y significado del nombre de este sándwich.
Al chemilico también se le conoce como "diputado" en la región de Valparaíso.

## Descripción
Consiste en churrasco con huevo frito entre dos rebanadas de pan, aunque en la actualidad se le suele agregar cebolla caramelizada y/o ponerle huevo revuelto en vez de frito a su preparación.
La clave para prepararlo está en que la yema del huevo no debe coagular, para que se rompa y moje el contenido del sándwich.
Es usual comerlo en pan frica, marraqueta o pan amasado.